# Список дипломатических миссий Пакистана

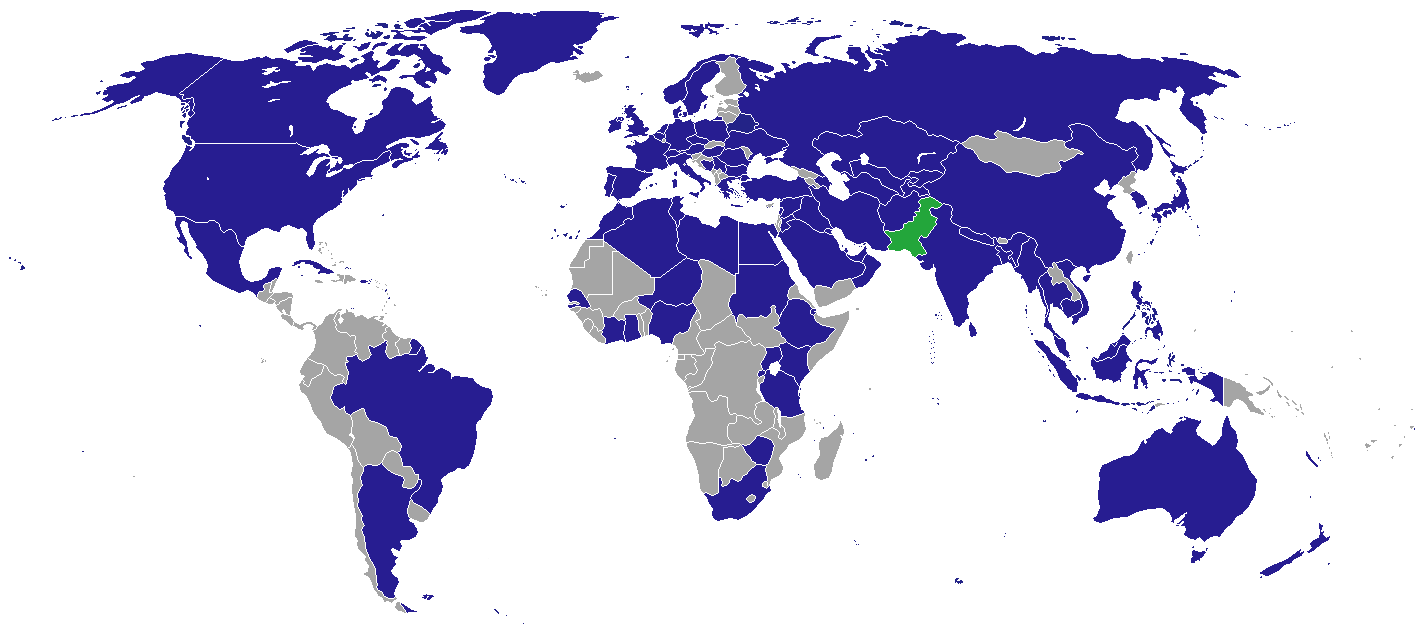

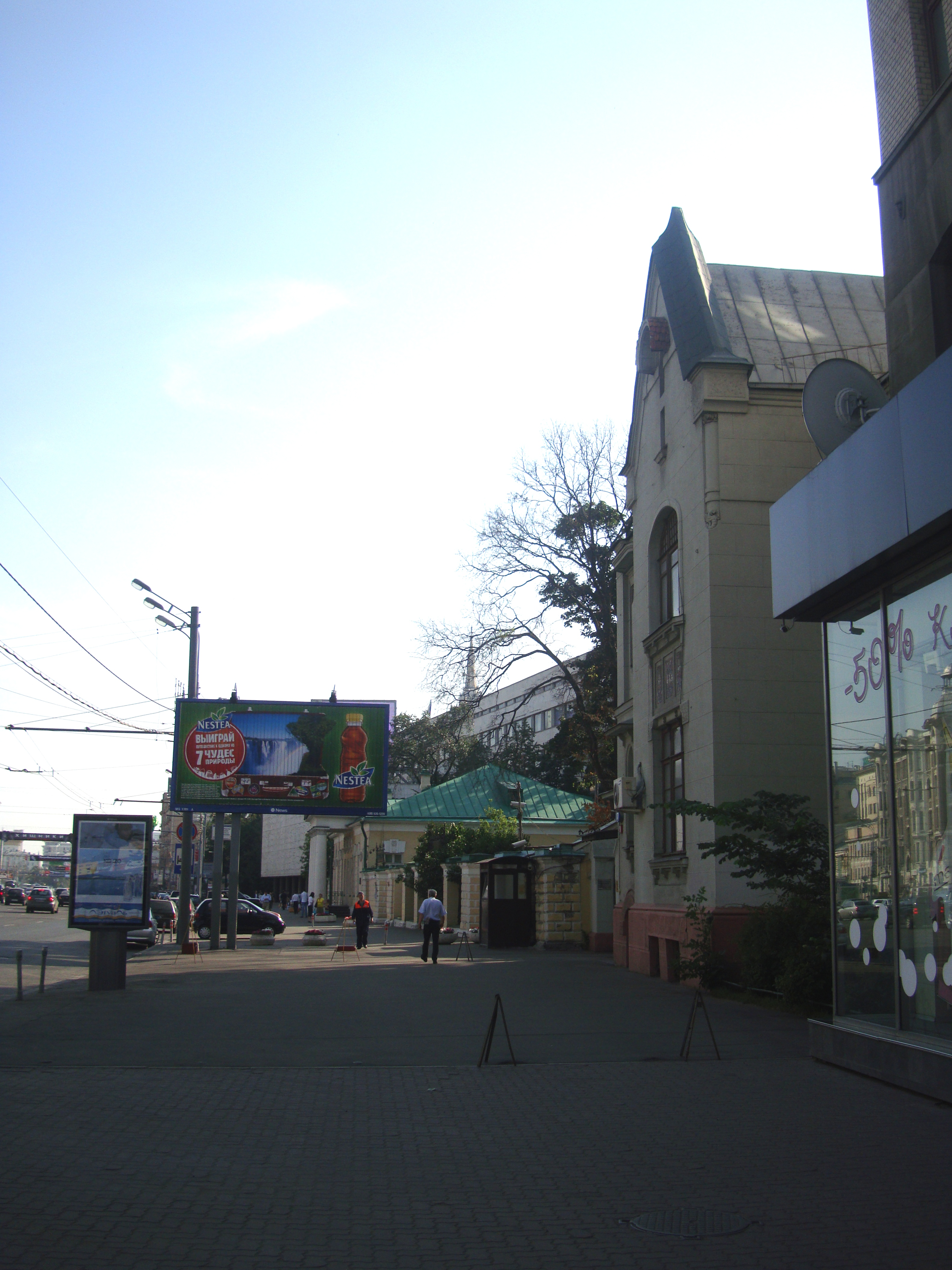
Посольство Пакистана в Москве

Список дипломатических миссий Пакистана — являясь вторым по численности населения исламским государством, Пакистан обладает обширной сетью дипломатических представительств по всему миру. В странах-членах Британского содружества дипломатические миссий Пакистана, также входящего в Содружество, возглавляет высший комиссар в ранге посла.

## Европа
- Австрия, Вена (посольство)
- Азербайджан, Баку (посольство)
- Бельгия, Брюссель (посольство)
- Босния и Герцеговина, Сараево (посольство)
- Болгария, София (посольство)
- Чехия, Прага (посольство)
- Дания, Копенгаген (посольство)
- Франция, Париж (посольство)
- Германия, Берлин (посольство)
  - Франкфурт-на-Майне (генеральное консульство)
- Греция, Афины (посольство)
- Венгрия, Будапешт (посольство)
- Ирландия, Дублин (посольство)
- Италия, Рим (посольство)
  - Милан (генеральное консульство)
- Нидерланды, Гаага (посольство)
- Норвегия, Осло (посольство)
- Польша, Варшава (посольство)
- Португалия, Лиссабон (посольство)
- Румыния, Бухарест (посольство)
- Россия, Москва (посольство)
- Сербия, Белград (посольство)
- Испания, Мадрид (посольство)
  - Барселона (генеральное консульство)
- Швеция, Стокгольм (посольство)
- Швейцария, Берн (посольство)
- Украина, Киев (посольство)
- Великобритания, Лондон (высший комиссариат)
  - Манчестер (генеральное консульство)
  - Бирмингем (консульство)
  - Брадфорд (консульство)
  - Глазго (консульство)

## Америка
- Аргентина Буэнос-Айрес (посольство)
- Бразилия, Бразилиа (посольство)
- Канада, Оттава (высший комиссариат)
  - Монреаль (генеральное консульство)
  - Торонто (генеральное консульство)
  - Ванкувер (генеральное консульство)
- Чили, Сантьяго (посольство)
- Куба, Гавана (посольство)
- Мексика, Мехико (посольство)
- США, Вашингтон (посольство)
  - Бостон (генеральное консульство)
  - Чикаго (генеральное консульство)
  - Хьюстон (генеральное консульство)
  - Лос-Анджелес (генеральное консульство)
  - Нью-Йорк (генеральное консульство)

## Ближний и Средний Восток
- Бахрейн, Манама (посольство)
- Иран, Тегеран (посольство)
  - Мешхед (консульство)
  - Захедан (консульство)
- Ирак, Багдад (посольство)
- Иордания, Амман (посольство)
- Кувейт, Эль-Кувейт (посольство)
- Ливан, Бейрут (посольство)
- Оман, Маскат (посольство)
- Катар, Доха (посольство)
- Саудовская Аравия, Эр-Рияд (посольство)
  - Джидда (генеральное консульство)
- Сирия, Дамаск (посольство)
- Турция, Анкара (посольство)
  - Стамбул (генеральное консульство)
- ОАЭ, Абу-Даби (посольство)
  - Дубай (генеральное консульство)
- Йемен, Сана (посольство)

## Африка
- Алжир, Эль-Джазаир (посольство)
- Египет, Каир (посольство)
- Эфиопия, Аддис-Абеба (посольство)
- Кения, Найроби (высший комиссариат)
- Ливия, Триполи (посольство)
- Маврикий, Порт-Луи (высший комиссариат)
- Марокко, Рабат (посольство)
- Нигер, Ниамей (посольство)
- Нигерия, Абуджа (высший комиссариат)
- Сенегал, Дакар (посольство)
- ЮАР, Претория (высший комиссариат)
- Судан, Хартум (посольство)
- Танзания, Дар-эс-Салам (высший комиссариат)
- Тунис, Тунис (посольство)
- Зимбабве, Хараре (посольство)

## Азия
- Афганистан, Кабул (посольство)
  - Герат (генеральное консульство)
  - Джалалабад (генеральное консульство)
  - Кандагар (генеральное консульство)
  - Мазари-Шариф (генеральное консульство)
- Бангладеш, Дакка (высший комиссариат)
- Бруней, Бандар-Сери-Бегаван (высший комиссариат)
- Камбоджа, Пном-Пень (посольство)
- Китай, Пекин (посольство)
  - Чэнду (генеральное консульство)
  - Гуанчжоу (генеральное консульство)
  - Гонконг (генеральное консульство)
  - Шанхай (генеральное консульство)
- Индия, Нью-Дели (высший комиссариат)
- Индонезия, Джакарта (посольство)
- Япония, Токио (посольство)
  - Осака (консульство)
- Казахстан, Алматы (посольство)
- КНДР, Пхеньян (посольство)
- Южная Корея, Сеул (посольство)
- Кыргызстан, Бишкек (посольство)
- Малайзия, Куала-Лумпур (высший комиссариат)
- Мальдивы, Мале (высший комиссариат)
- Мьянма, Янгон (посольство)
- Непал, Катманду (посольство)
- Филиппины, Манила (посольство)
- Сингапур (высший комиссариат)
- Шри-Ланка, Коломбо (высший комиссариат)
- Таджикистан, Душанбе (посольство)
- Таиланд, Бангкок (посольство)
- Туркменистан, Ашхабад (посольство)
- Узбекистан, Ташкент (посольство)
- Вьетнам, Ханой (посольство)

## Океания
- Австралия, Канберра (высший комиссариат)
  - Сидней (генеральное консульство)
- Новая Зеландия, Веллингтон (генеральное консульство)

## Международные организации
- Брюссель (миссия при ЕС)
- Женева (постоянное представительство при ООН)
- Нью-Йорк (постоянное представительство при ООН)
- Париж (постоянная миссия при ЮНЕСКО)
- Вена (постоянная миссия при ООН)